# Näsflöjt

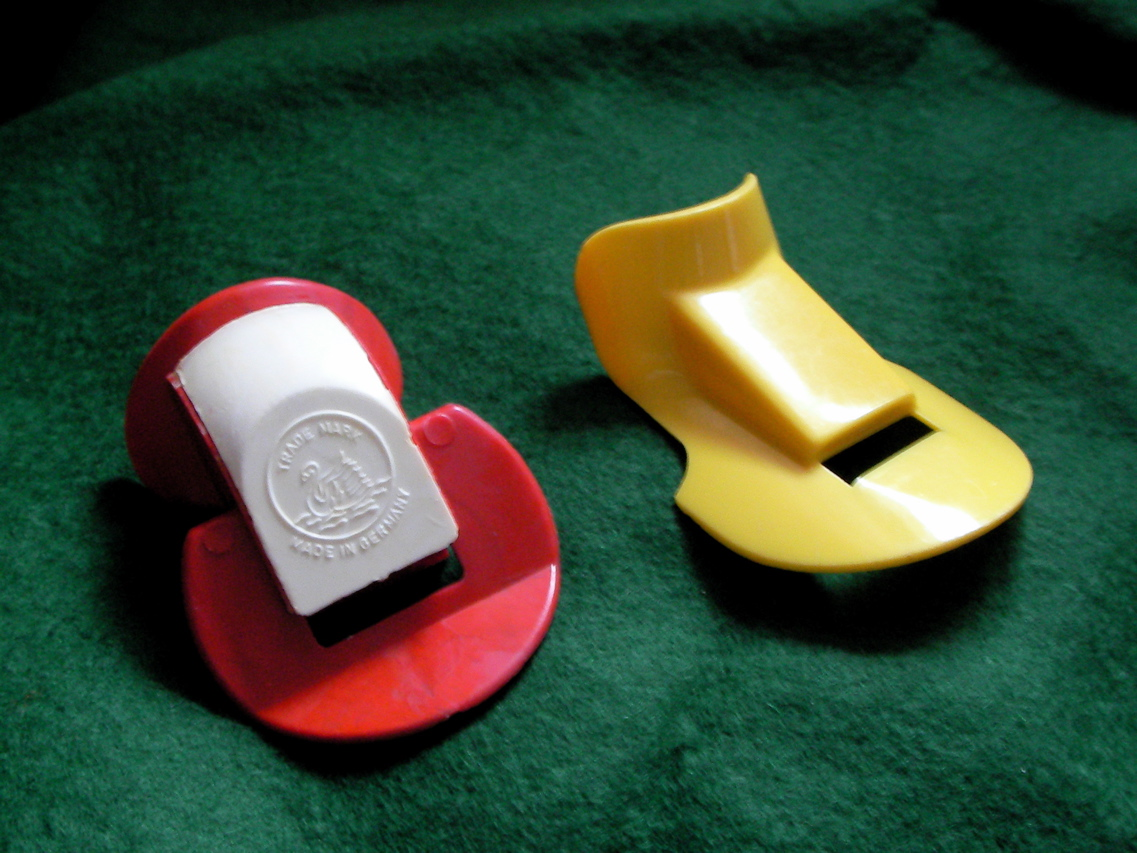
Två enkla näsflöjter av plast

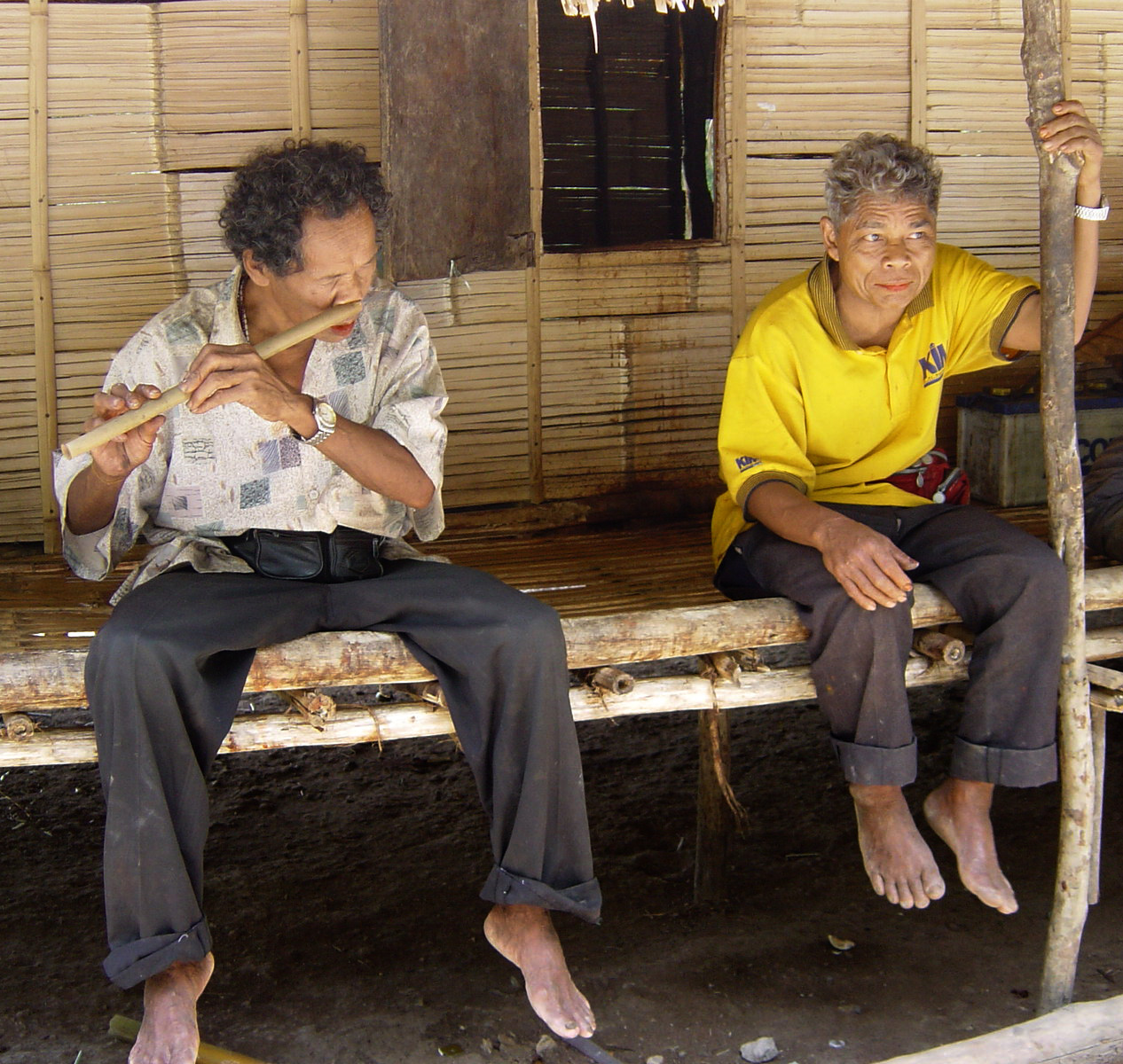
En näsflöjtspelare i Malaysia

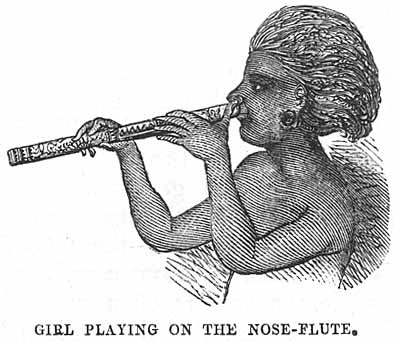
Flicka från Fiji som spelar näsflöjt (ca 1850)

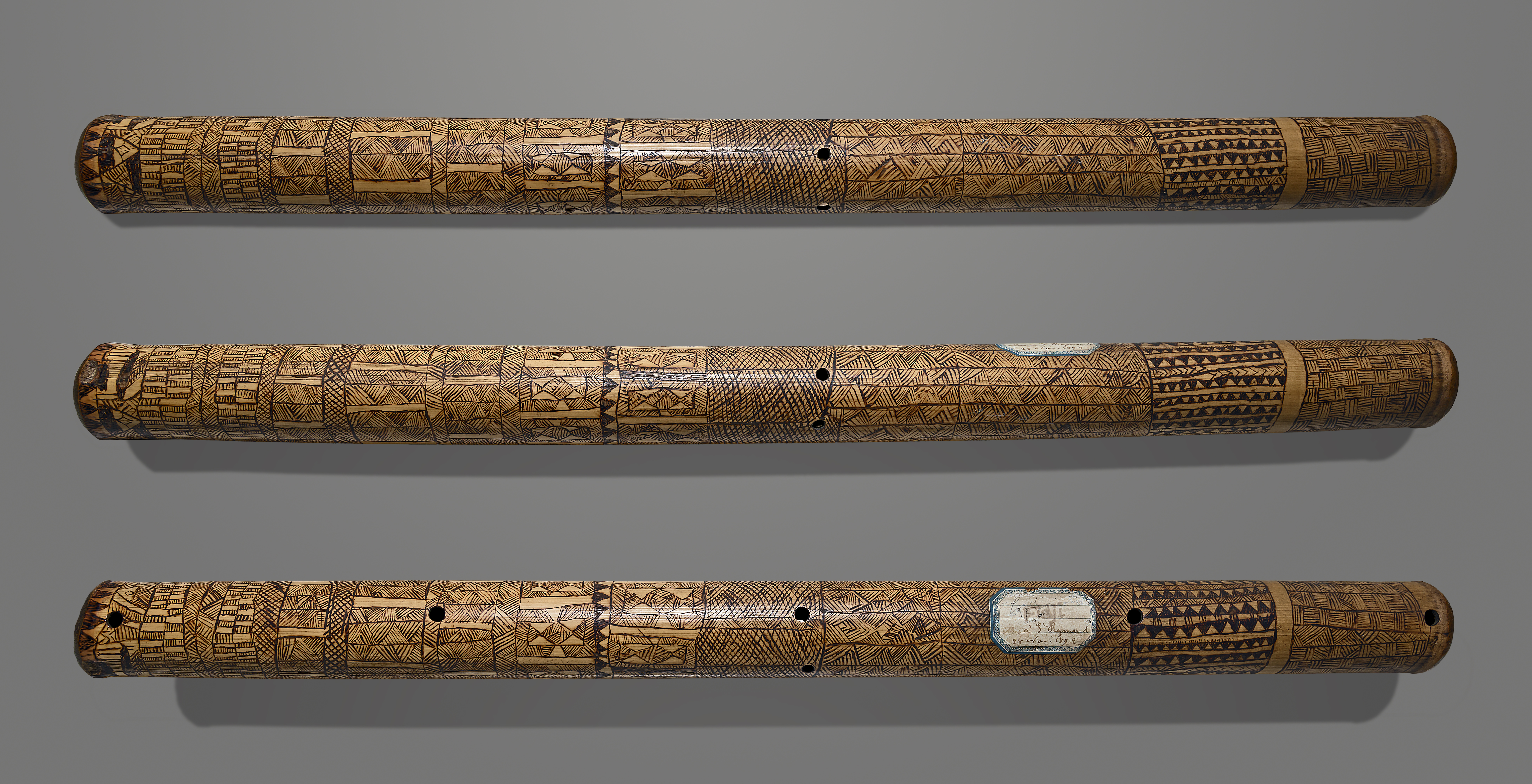
Näsflöjt 1838

Näsflöjten är en flöjt där luftflödet skapas av näsan. Det finns olika typer av näsflöjter, med stora skillnader i utseende och funktion.
En Humanatone-näsflöjt består bara av en liten platta (ofta av plast) med ett inblåsningshål för näsan och ett hål med en kant framför munnen där själva tonen bildas. Sedan fungerar munhålan som resonanslåda och tonhöjden varieras genom att man gapar mer (djupare ton) eller mindre (högre ton). Läpparna måste dock hela tiden sluta tätt kring öppningen. Att spela näsflöjt känns ungefär som att vissla (den kallas också på engelska "nose whistle"), med den skillnaden att man blåser luften genom näsan, och att munnen endast används för att styra och förstärka tonen. Munnen har därmed delvis samma funktion som när man spelar mungiga.
Näsflöjten är ett relativt vanligt folkligt instrument i till exempel Hawaii, Filippinerna och Malaysia, och den förekommer i många olika sorters material och modeller över världen, särskilt i Polynesien och många länder runt Stilla havet. I dessa typer av näsflöjt är det flöjtröret som är resonanslåda, på samma sätt som i alla flöjter som blåses med munnen, men luftströmmen kommer från ena näsborren, eller från båda. I övrigt spelas den som en vanlig flöjt, och man ändrar alltså tonhöjden genom att man med hjälp av fingrarna öppnar eller stänger de hål som finns på flöjtens sida. Munnen har här ingen funktion när man spelar.